# Allée de Bacchus-et-de-Saturne
L'allée de Bacchus-et-de-Saturne est une voie de circulation des jardins de Versailles, en France.

## Description
L'allée de Bacchus-et-de-Saturne débute à l'ouest sur l'allée des Matelots et se termine environ 810 m à l'est devant l'orangerie du château de Versailles.
Elle croise, de l'Ouest à l'Est :
- le bassin de Saturne, au niveau de l'intersection avec l'Allée du Printemps,
- le bassin de Bacchus, au niveau de l'intersection avec l'Allée de l'Été.